# Ukhta
Ukhta (russisk: Ухта, tr. Ukhta; komi: Уква, tr. Ukva) er en industriby i Republikken Komi i det nordvestlige Rusland. Den ligger ved floden Ukhta, omkring 260 km nordøst for Syktyvkar. Ukhta har 77.164(2025) indbyggere.

## Historie
Oliekilder langs floden Ukhta var kendt allerede i 1600-tallet. I midten af 1800-tallet begyndte M. K. Sidorov at bore efter olie i området. Det var en af de første oliebrønde i Rusland. Oliefelter i mindre målestok var i drift i Ukhta i 1920–1921. Landsbyen Tjibju (Чибью) blev grundlagt ved floden Ukhta i 1929, og i 1939 blev navnet ændret til det nuværende Ukhta. Byen fik bystatus i 1943, da den blev tilsluttet Petjora-banen. Byen udvikledes yderligere i 1940'erne og 1950'erne.

## Økonomi og næringsliv
Ukhta ligger i Petjora-bækkenet, en vigtig olie- og gas-producerende region. Oliefelterne ligger lige syd for byen. En del af Ukhtas olie bliver raffineret lokalt, men størsteparten bliver sendt gennem rørledninger til olieraffinaderier mellem St. Petersborg og Moskva.
Ukhta lufthavn ligger 5 km øst for byen.

## Kendte personer fra Ukhta
- Sergej Kapustin – tidligere sovjetisk ishockeyspiller
- Roman Abramovitj – russisk forretningsmand
- Julija Samojlova – sanger og sangskriver; Ruslands udgåede repræsentant til Eurovision Song Contest 2017